# Diego de Quiroga y Losada
Diego de Quiroga y Losada, ix marqués de Santa María del Villar, (Madrid, 1880 - San Sebastián, 1976) fue un fotógrafo español. Su extensa obra captó tipos, paisajes y monumentos de todos los rincones de España, sirvió en su tiempo como reclamo turístico y hoy nos trae el recuerdo de un pasado desaparecido.

## Biografía
De familia aristocrática gallega, con ascendencia asturiana y guipuzcoana, nació en Madrid el 18 de agosto de 1880. Se doctoró en derecho en 1911.
La labor fotográfica del marqués de Santa María del Villar comienza en los primeros años del siglo XX y se extiende hasta finales de los años 60. Iniciado en este arte como aficionado, ya desde los años 20 orientó su obra al fomento del turismo. Recorrió todas las regiones españolas, y sus fotografías —difundidas en carteles, revistas y periódicos— se convirtieron en la imagen turística de España. En 1928 fue nombrado presidente del Patronato Nacional de Turismo (germen de la posterior Dirección General de Turismo, hoy Secretaría de Estado), pero no aceptó el cargo.
Perteneció a la alta servidumbre de palacio como mayordomo de semana del rey Alfonso XIII, lo que le permitió fotografiar al monarca y la corte en sus actividades cotidianas, ceremoniales y deportivas (cacerías, regatas). 
Durante el conflicto bélico trabajó de forma voluntaria para la Dirección General de Regiones Devastadas, y en 1939 este organismo le contrató con el cometido de fotografiar las consecuencias de la guerra en el país y las labores de reconstrucción, permaneciendo en el servicio público hasta su jubilación en 1960.
Estuvo casado con Narcisa Valdés y Palavicino, de la que tuvo descendencia. En su título nobiliario le sucedió su hijo José Quiroga y Valdés.
Falleció en San Sebastián el 15 de mayo de 1976.

## Obra
Si bien tuvo una primera época pictorialista, su obra adquirió pronto un carácter naturalista y un valor documental y etnográfico. Firmaba su obra con la denominación de su título: «Santa María del Villar».
Hacia 1935 su archivo era ya de 120.000 fotografías aunque muchas de ellas fueron destruidas durante la Guerra Civil.
El Gobierno de Navarra adquirió los fondos fotográficos del Marques constituidos por 1.916 fotografías de papel y 11.086 negativos, a los que hay que sumar más de 700 placas de vidrio. Los fondos están clasificados en los siguientes apartados: Regiones Devastadas (Fotografías realizadas para el Ministerio del Interior, posteriormente llamado Ministerio de Gobernación), Patrimonio, Etnografía, Paisaje, Marinas , Camino de Santiago.
Destacar entre ellos series temáticas como son:" El Valle del Roncal y sus almadias", "Por la Cuenca del Río Oria", San Sebastián donde realizó numerosas fotografías para la Dirección General de Turismo, "La Sierra de Urbasa" .Destacar también en su apartado etnográfico las fotografías de las gentes de Galicia, Navarra y Extremadura principalmente.
En la hemeroteca del periódico ABC y Blanco y Negro se encuentran numerosos datos y fotos sobre la actividad del Marqués de Santa Maria del Villar sobre todo en la primera mitad del siglo XX, como por ejemplo la aportación de más de 30.000 fotografías en 1932 a una editora inglesa para la publicación de Christmas con paisajes españoles
Fue socio fundador de la Real Sociedad Fotográfica y de otras asociaciones de fotógrafos en Madrid y Guipúzcoa.